# Приказ Соборного дела
Приказ Соборного дела или Приказ Соборного иконного окладного дела — орган центрального управления в середине XVII века. В 1642—1643 и в 1653—1654 годы руководил ремонтными работами в Успенском соборе Московского Кремля.
Также в его ведении находилась иконная палата (в этом его предшественником был Иконный приказ), а также те структуры Оружейной палаты, что выполняли кузнечные, ювелирные работы.

## Руководители
- 10 ноября 1642 года — 31 марта 1643 года — боярин князь Борис Александрович Репнин; дьяк Степан [2].
- 20 марта — 29 июля 1653 года — боярин Григорий Гаврилович Пушкин; Юрий Васильевич Телепнев; дьяк Афанасий Копылов (с 4 февраля 1653 года)[2]

## Комментарии
1. ↑  Наталья Фёдоровна Демидова, перечисляя в Советской исторической энциклопедии приказы XVI-XVII веков датировала Иконный приказ 1622—1653 годами, а также отдельно упоминала приказ Соборного дела датируя тот 1653 годом[1];  В. Лисейцев, Н. М. Рогожин, Ю. М. Эскин в книге «Приказы Московского государства XVI-XVII вв.» разделяли Иконный приказ (датируя его 1621—1638 годами) и Приказ Соборного дела (датируя его 1642 и 1653